# カンポロトンド・エトネーオ
カンポロトンド・エトネーオ（イタリア語: Camporotondo Etneo）は、イタリア共和国シチリア州カターニア県にある、人口約5,100人の基礎自治体（コムーネ）。

## 地理

### 位置・広がり
カターニア県のコムーネ。県都カターニアから北西へ10kmの距離にある。

#### 隣接コムーネ
隣接するコムーネは以下の通り。
- ベルパッソ
- ミステルビアンコ
- モッタ・サンタナスタージア
- サン・ピエトロ・クラレンツァ